# Carcelia vicinalis
Carcelia vicinalis är en tvåvingeart som beskrevs av Cantrell 1985. Carcelia vicinalis ingår i släktet Carcelia och familjen parasitflugor. Inga underarter finns listade i Catalogue of Life.